# Тевфик Фікрет
Тевфик Фікрет (псевдонім, ім'я при народженні Мехмет Тевфик, 24 грудня 1867 — 19 серпня 1915) — турецький поет і журналіст. Був редактором журналу «Сервет-фюнун», друкував в ньому статті та вірші на захист громадського призначення літератури. Він полемізував із прихильниками «мистецтва для мистецтва», засуджував деспотизм і фанатизм (цикл «Розбита лютня»).

## Біографія
Народився 24 грудня 1867 року в Стамбулі. Батько Тевфика, Хюсейн-ефенді, практично не бачився з сином, тому що зазнавав переслідувань по політичних мотивах. Мати Тевфика, Хатідже Рефіа-ханим, гречанка-мусульманка, уродженка острова Хіос, померла ще коли він був малим. Також у поета була сестра, яка померла в дитинстві.
У 1888 році Мехмет Тевфик закінчив галатасарайський ліцей. Згодом він став його директором. У 1890 році поет одружився зі своєю кузиною Назім, в 1895 році у них народився син Халук. У 1894 році Мехмет Тевфик покинув галатасарайський ліцей, з 1896 року аж до смерті він викладав в Роберт-коледжі . У 1906 році побудував на території Роберт-коледжу будинок для дружини і сина, пізніше він був перетворений в музей .
У 1908 році, після младотурецької революції, видавав газету «Tanin», в якій підтримував правлячу партію «Єднання і прогрес». Пізніше розчарувався в младотурках, знову очолив галатасарайський ліцей. Покинув пост директора після інциденту 31 березня.
Тевфик Фікрет неодноразово піддавався переслідуванням за статті і політичні погляди, а також близькі стосунки з політичними противниками султана Абдул-Хаміда II, наприклад, Халідом Зією.
Помер 19 серпня 1915 від ускладнень після діабету .

## Творчість
Із 1894 року видавав літературний журнал «Malûmat». У 1896 році став головним редактором журналу «Servet-i Fünun», метою якого було спрощення османської мови . Тевфик Фікрет вважається батьком сучасної турецької поезії, на його твори мала великий вплив турецька музика .